# Manuel Dias
Manuel Dias (Castelo Branco 1574 - Hangzhou 1659), jesuïta portuguès, matemàtic i astrònom, missioner a la Xina durant els darrers anys de la dinastia Ming i principis de la dinastia Qing.

## Biografia
Manuel Dias, també conegut com a Manuel Dias el jove, o Emmanuel Dias, va néixer a Castelo Branco el 1574. Va entrar al noviciat de la Companyia de Jesús el 2 de febrer de 1593.Va estudiar filosofia a Coïmbra.
Va embarcar en direcció a Goa l'11 d'abril de 1601, el viatge el va fer amb el jesuïta italià Nicolò Longobardo i amb l'espanyol Diego de Pantoja. Va arribar a Macau el 1605, on va fer de professor de filosofia i teologia, i a Pequín el 1613.
Va morir el 4 de març de 1659 a Hangzhou.

### Activitat apostòlica
El 1640 va publicar "Qingshi jin shu 輕 世 金 書", una traducció incompleta de l'Imitació Crist,en dos volums, i el 1642 "Shengjing zhijie 直 解", amb explicacions dels textos de l'evangeli per diumenges i festius.
Va tenir un paper important en l'organització dels jesuïtes a la Xina, on va ser vice-provincial de la Companyia en dues etapes, del 1623 a 1635 i de 1650 a 1654.

### Activitat científica
El 1615, cinc anys després que Galileo Galilei publiques els seus descobriments en el llibre “Siderus Nuncius”, Dias va publicar en xinès el llibre “Tien Wen Lue Explicatio Sphaerae Coelestisque" que va escriure en forma de diàleg entre un xinès i un occidental, amb l'ajut de xinesos conversos.
El 1644 va publicar, Jingjiao beiquan 京 教 碑 詮  “Commentario sulla stele nestoriana”, sobre la descoberta de l'estela nestoriana o pedra nestoriana, una estela epigràfica de l'època de la Dinastia Tang descoberta en la zona de l'actual Xian, escrita en xinès i siríac que va ser traduïda inicialment pels jesuïtes Nicolas Triugault i per Johann Schreck.